# Lasva
Lasva (deutsch: Eichhof) ist eine ehemalige Landgemeinde im estnischen Kreis Võru mit einer Fläche von 172,18 km². Sie hatte 1691 Einwohner (Stand: 1. Januar 2017). Seit 2017 ist Lasva Teil der Landgemeinde Võru.
Lasva liegt 13 km östlich von Võru. Neben dem Hauptort Lasva umfasste die Landgemeinde die Dörfer Andsumäe, Hellekunnu, Husari, Kaku, Kannu, Kõrgessaare, Kääpa, Kühmamäe, Lauga, Lehemetsa, Listaku, Madala, Mõrgi, Mäessaare, Noodasküla, Nõnova, Oleski, Otsa, Paidra, Peraküla, Pikakannu, Pikasilla, Pindi, Puusepa, Pässä, Rusima, Saaremaa, Sooküla, Tammsaare, Tiri, Tohkri, Tsolgo, Tüütsmäe, Villa und Voki-Tamme.
Die wald- und seenreiche Landschaft lädt zu Kanufahrten und Wanderungen ein. Historisch interessant sind die Überreste der im 16. Jahrhundert gegründeten Gutsanlage von Pindi (deutsch: Bentenhof). Erhalten ist vor allem ein barockes Speichergebäude, das Ende des 18. Jahrhunderts erbaut wurde. Das ursprünglich der Familie Benten gehörende Gut stand von 1629 bis etwa 1768 im Besitz derer von Lipsdorf, dann derer von Glasenapp, derer von Gerngross und gelangte durch Verkauf 1828 in den Besitz des livländischen Landmarschalls Gustav Eduard von Richter.